# Sonic Riders: Zero Gravity
Sonic Riders: Zero Gravity, conosciuto in Giappone come Sonic Riders: Shooting Star Story (ソニックライダーズ シューティングスターストーリー?, Sonikku Raidāzu: Shūtingu Sutā Sutōrī, lett. "Sonic Riders: La storia della stella cadente") o Sonic Riders II: Zero Gravity, è un videogioco di corse su hoverboard (un futuristico skateboard) per Wii e PlayStation 2. Il gioco è uno Spin-off della celebre serie Sonic the Hedgehog e il seguito di Sonic Riders.

## Trama
Storia Eroi
Il videogioco si apre con delle pietre che cadono dal cielo sulla Terra. Una di quelle risveglia.
Storia Babylon
Storia Finale

## Personaggi
I personaggi sono classificati in 3 categorie: Speed (velocità), Flying (volo), e Power (potenza).
- Sonic the Hedgehog (Speed)
- Miles "Tails" Prower (Flying)
- Knuckles the Echidna (Power)
- Dr. Eggman (Power)
- Amy Rose (Speed)
- Shadow the Hedgehog (Speed)
- Rouge the Bat (Flying)
- Cream the Rabbit (Flying)
- Silver the Hedgehog (Flying)
- Blaze the Cat (Speed)
- Jet the Hawk (Speed)
- Wave the Swallow (Flying)
- Storm the Albatross (Power)
- SCR-GP (Power)
- SCR-HD (Flying)

### Personaggi ospiti
Nel gioco sono presenti anche 3 personaggi non appartenenti all'universo di Sonic, appartenenti tuttavia al mondo di SEGA e sono:
- NiGHTS (Flying)
- Amigo (Speed)
- Billy Hatcher (Power)

## Veicoli
Veicolo personaggi "Speed": ha un Gear che permette al giocatore di scivolare sulle rotaie durante il percorso.
Veicolo personaggi "Power": ha un Gear che trasforma l'Overboard in una moto. Se ci si scontra con oggetti che possono essere spostati (es. Muri delle scorciatoie, macchine, ecc.) li spingi senza fermarti.
Veicolo personaggi "Flying": ha un Gear che permette di trasformare l'overboard in un aereo. Fatto ciò se si va su un salto rosso si volerà e i portali daranno una spinta nella direzione in cui è indicato.